# فوجی اسپیدوی
فوجی اسپیدوی (انگلیسی: Fuji Speedway) یا پیست فوجی یک پیست ورزش‌های موتوری در شهر اویاما، شیزوئوکا، ژاپن است.
این پیست که در سال ۱۹۶۳ تأسیس شده دارای ۱۱۰٬۰۰۰ نفر ظرفیت دارد. طبق برنامه قرار است پایان رقابت دوچرخه‌سواری جاده و تایم تریل دوچرخه‌سواری بازی‌های المپیک تابستانی ۲۰۲۰ در این ورزشگاه برگزار شود.

## نگارخانه

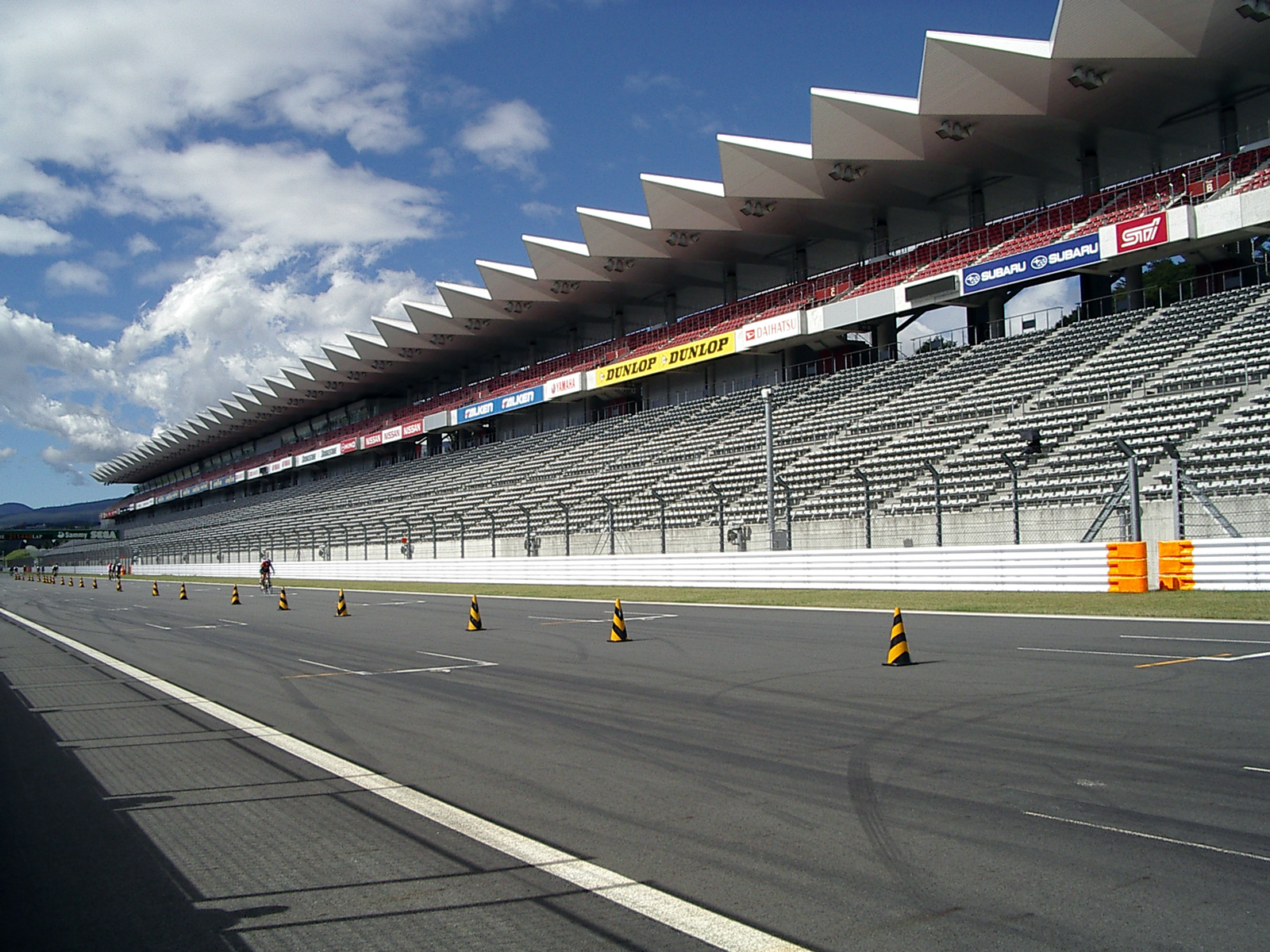
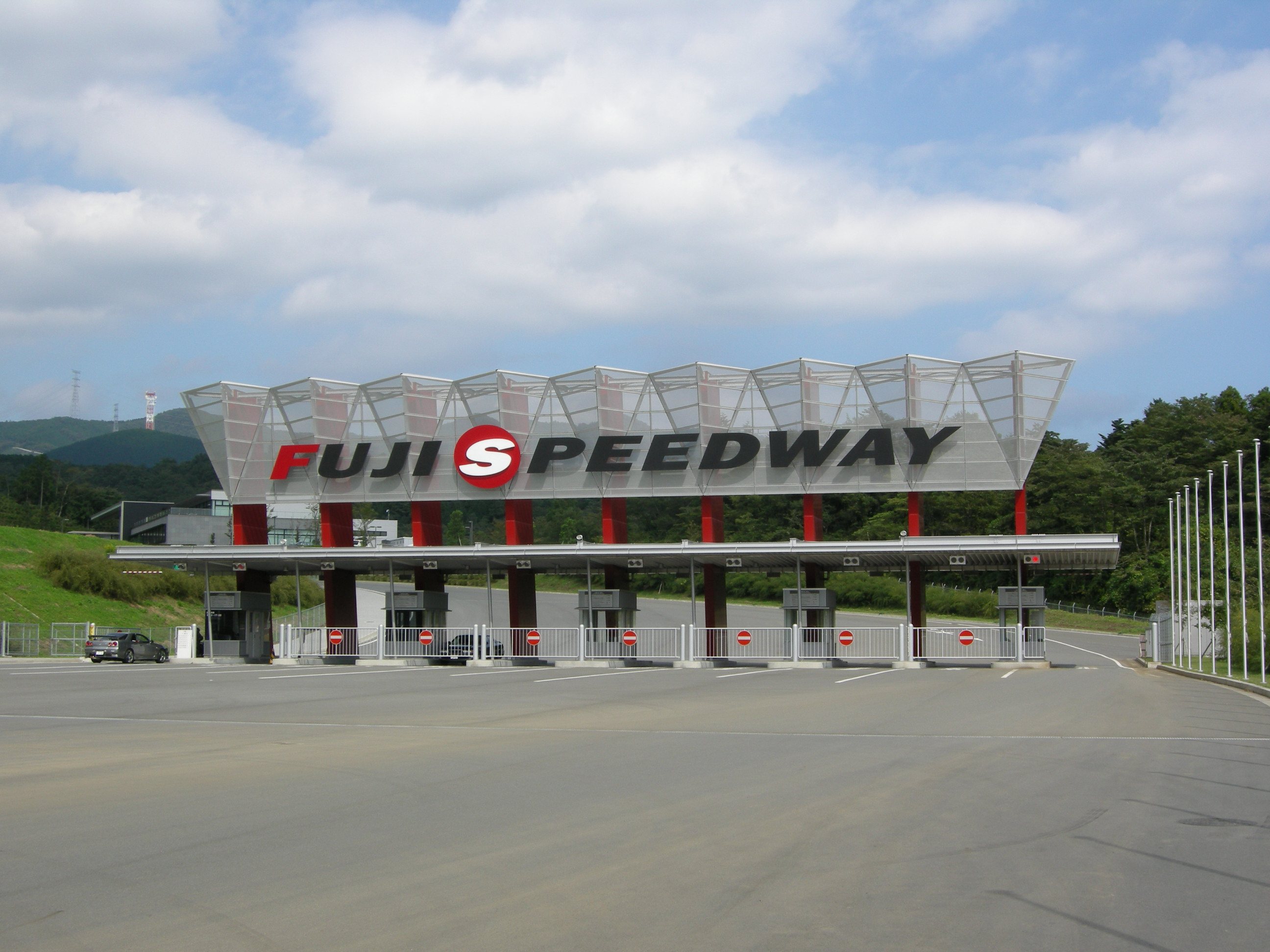
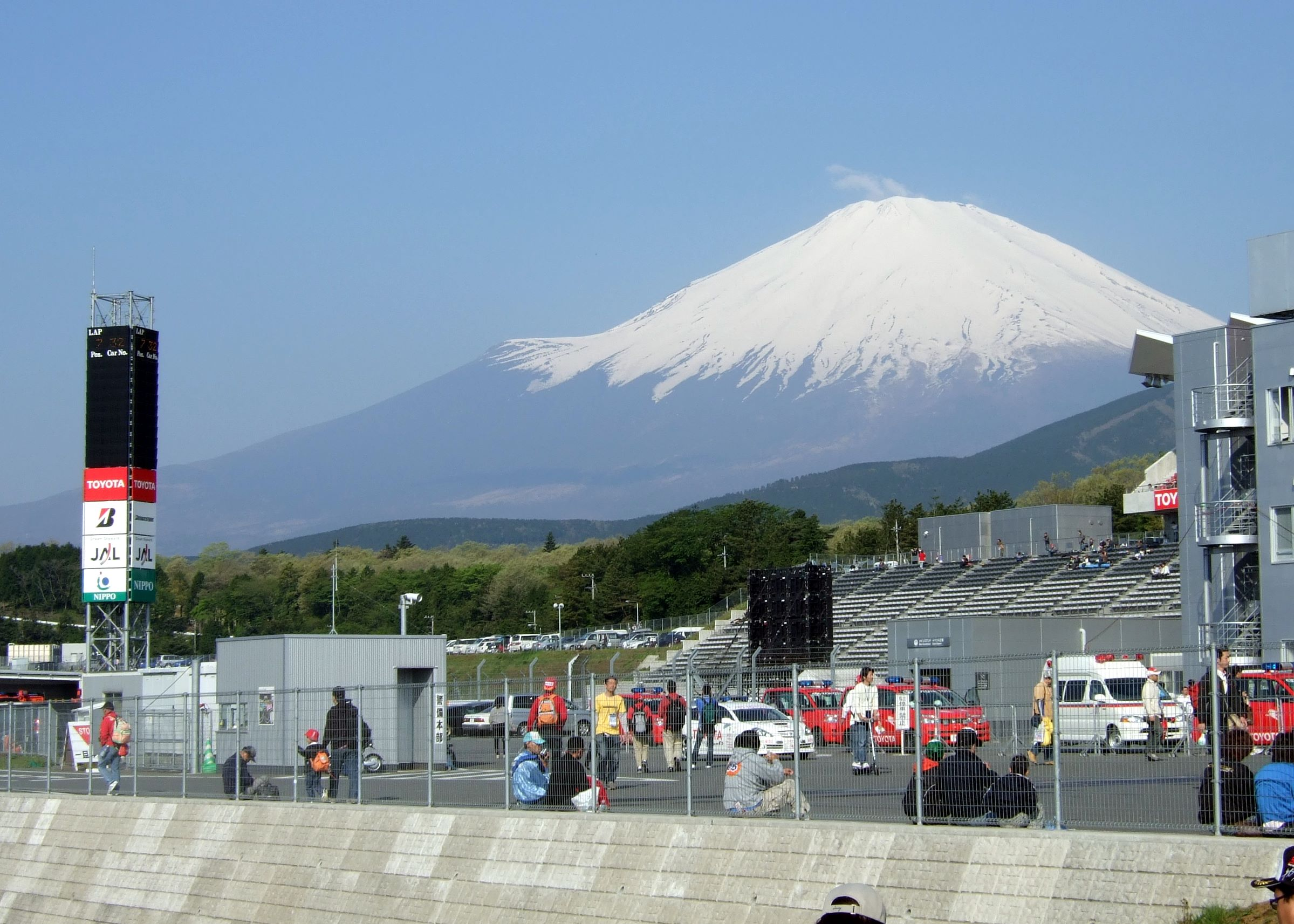
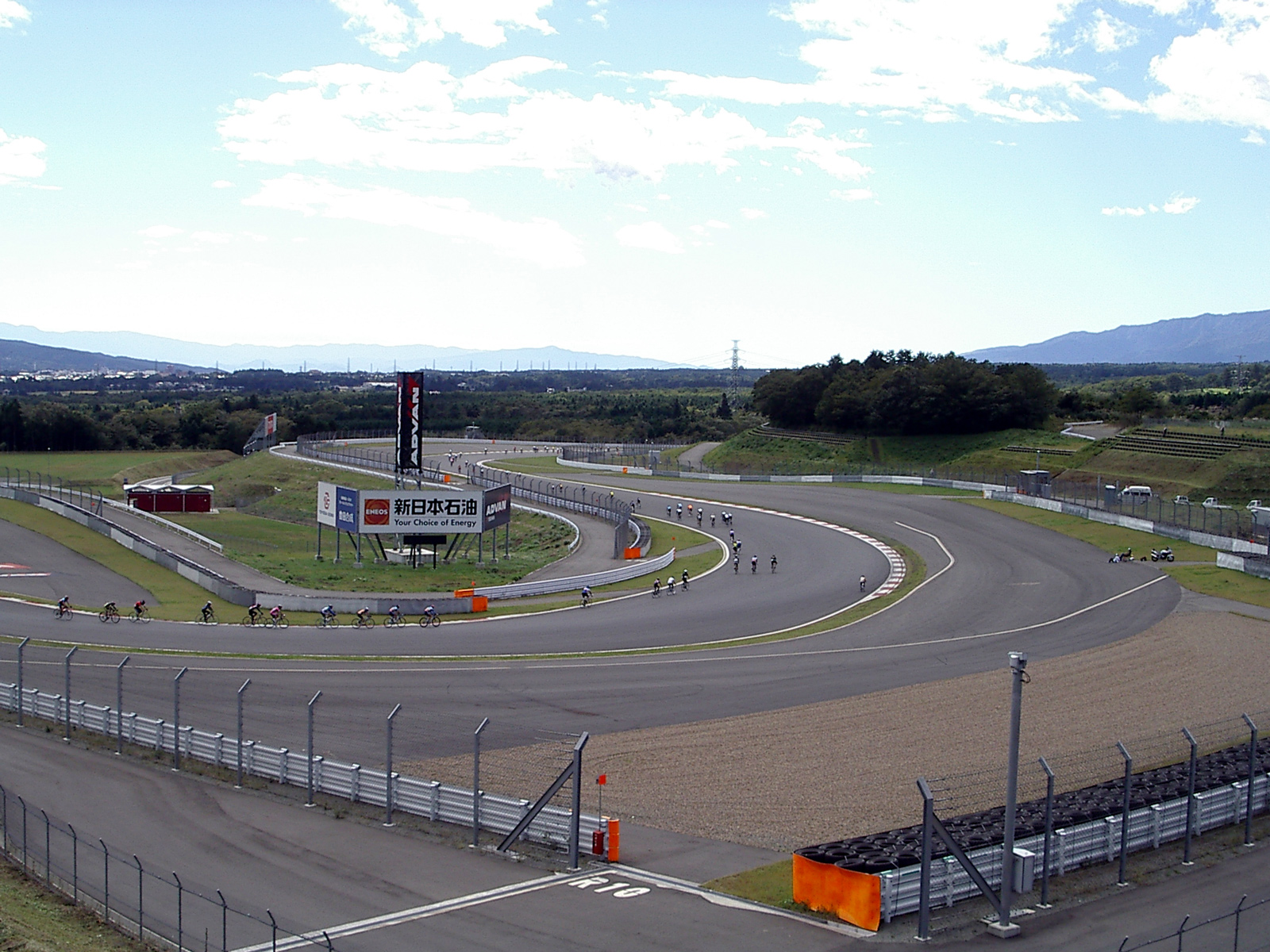